# Hrvatska stranka prava dr. Ante Starčević
Hrvatska stranka prava dr. Ante Starčević (HSP-AS, Kroatische Partei des Rechts Dr. Ante Starčević) ist eine nationalkonservative Partei in Kroatien. Gegründet wurde sie 2009 als Abspaltung der Hrvatska stranka prava durch eine Gruppe um Ruža Tomašić. Sie ist nach dem kroatischen Politiker, Publizisten und Autor Ante Starčević (1823–1896) benannt.

## Wahlen
Bei der Parlamentswahl 2011 trat die Partei gemeinsam mit der rechtsextremen Hrvatska čista stranka prava (Kroatische reine Partei des Rechts) an. Auf die gemeinsame Liste entfielen 2,8 % der Stimmen und Tomašić zog in den Sabor ein.
2012 beschloss die Partei eine enge Zusammenarbeit mit der damals größten Oppositionspartei Hrvatska demokratska zajednica (HDZ, Kroatische Demokratische Union). Bei der Europawahl in Kroatien 2013 trat die Tomašić auf der gemeinsamen Liste mit der HDZ und dem Blok umirovljenici zajedno an und wurde durch Vorzugsstimmen ins Europaparlament gewählt.